# Hình tượng chuột túi trong văn hóa

Hình tượng con chuột túi trên Quốc huy của nước Úc

Hình tượng con chuột túi (Kangaroo) trong đời sống văn hóa thể hiện qua khía cạnh biểu tượng trên huy hiệu, logo và xuất hiện trong văn hóa đại chúng. Chuột túi trên khía cạnh văn hóa bao gồm các loài thú có túi thuộc họ Chân to (Macropodidae) trong đó Kangaroo (Kăng-gu-ru) thường dùng để chỉ một số loài lớn nhất trong họ này như Kangaroo đỏ. Các loài chuột túi đã trở thành biểu tượng của Úc, cũng như xuất hiện trong văn hóa đại chúng cả trên bình diện quốc tế với sức hấp dẫn đại chúng cũng như chính tại nước Úc. 
Kanguru là một phần có ý nghĩa văn hóa và tinh thần đối với nhiều người Úc bản địa. Kể từ khi được phát hiện ở châu Âu, theo thời gian, chuột túi đã trở thành biểu tượng cho nước Úc và các giá trị của nước Úc, xuất hiện trên quốc huy và ở nhiều tiểu bang và thành phố, các biểu tượng của Úc như logo Qantas, tên của các đội thể thao ở Úc, làm linh vật. Trong nghệ thuật đại chúng, Kanguru cũng có màn thể hiện rất tốt trong phim ảnh, hoạt hình, truyền hình, bài hát, đồ chơi trẻ em và quà lưu niệm trên khắp thế giới.

## Dẫn luận
Ban đầu thì con kangaroo được coi là một loài thú có hình thù kỳ dị độc nhất vô nhị khi Thuyền trưởng Cook quay trở lại Anh vào năm 1771 cùng với một mẫu vật sống trên tàu HMS Endeavour. Sau đó nhà tự nhiên học Joseph Banks trong chuyến hành trình Endeavour đã ủy quyền cho George Stubbs vẽ một bức chân dung về mẫu vật chuột túi. Khi tường thuật chính thức về chuyến đi được xuất bản vào năm 1773, chuột túi được minh họa bằng hình khắc con Kangaroo của danh họa Stubbs. Kể từ thời điểm đó, Kangaroo nhanh chóng trở thành biểu tượng của lục địa Úc, xuất hiện trong các cuộc triển lãm, bộ sưu tập, tác phẩm nghệ thuật và in ấn trên khắp châu Âu. Phải mất một thời gian dài thì chuột túi mới được chính thức công nhận ở Úc. Mặc dù được coi là "loài thú có hại" vì nổi tiếng phá hoại mùa màng, phá đổ hàng rào và cạnh tranh tài nguyên với các loài vật nuôi, đến cuối cùng thì chuột túi cũng đã được công nhận chính thức khi được đưa lên quốc huy của Úc vào năm 1908. Kangaroo hiện được coi là động vật biểu tượng (linh vật) không chính thức của nước Úc, đất nước này được gọi là "Xứ sở chuột túi".